# San Leandro (California)
San Leandro es una ciudad ubicada en el condado de Alameda en el estado estadounidense de California. Según el censo de 2010 tenía una población de 83.183 habitantes y una densidad poblacional de 2.425,6 personas por km².

## Geografía
San Leandro se encuentra ubicada en las coordenadas 37°43′30″N 122°9′22″O / 37.72500, -122.15611. Según la Oficina del Censo, la ciudad tiene un área total de 40.3 km² (15.6 sq mi), de la cual 34.0 km² (13.1 sq mi) es tierra y 6.3 km² (2.4 sq mi) es agua.

## Demografía
Los ingresos medios por hogar en la localidad eran de $51.081 y los ingresos medios por familia eran $60.266. Los hombres tenían unos ingresos medios de $41.157 frente a los $33.486 para las mujeres. La renta per cápita para la localidad era de $23.895. Alrededor del 4.5% de las familias y del 6.4% de la población estaban por debajo del umbral de pobreza.

## Educación
El Distrito Escolar Unificado de San Leandro gestiona escuelas públicas.